# Albanjana (rimska utrdba)
Albanjana je bilo ime, ki so ga stari Rimljani dali naselju na južnem bregu reke Ren, približno 40 kilometrov od njenega izliva v Severno morje, znano kot Alfen in današnji Alphen aan den Rijn na Nizozemskem. Tam so zgradili vojaško utrdbo ( latinsko castellum), kot del vrste strateško zgrajenih taborov, za zaščito in varovanje reke, meje (limes) rimskega imperija in glavne transportne poti blaga in vojakov. Zgodovinski zemljevid Tabula Peutingeriana umešča naselje med Matilo (Leiden) in Praetorium Agrippinae (Valkenburg) dolvodno ter Nigrum Pullum (Zwammerdam) in Fectio (Vechten) gorvodno. Vas je omenjena v Antoninovem registru cest Itinerarium Antonini iz 3. stoletja. Trdnjava je morala biti obdana z zidom iz zemlje in lesenih drogov, z vrati in stražnimi stolpi. Od leta 2021 je talni spomenik del spodnjegermanskega limesa, ki je bil razglašen oziroma uvrščen na Unescov seznam svetovne dediščine.

## Zgodovina
Nastanek Alphena na Renu je mogoče datirati približno v leto 40 našega štetja. Mesto, ki danes šteje več kot 70.000 prebivalcev, je bilo prej podeželsko naselje z nekaj več kot 100 prebivalci. Ime Albanjana pomeni "ob belih vodah". Te bele vode se verjetno nanašajo na Stari Ren, kjer je bilo vojaško taborišče.

### Vojaška utrdba – kastelum
Dendrokronološka datacija lesa nam omogoča, da trdimo, da je bila utrdba zgrajena po državniškem obisku Kaligule v Spodnji Germaniji v letih 40–41 n.št. Lesena zgradba je bila namenjena varovanju »limesa«; rimske meje, ki jo predstavlja Ren. Kaligula je zgradil to utrdbo z idejo o pohodu na Veliko Britanijo; to med njegovo vladavino ni bilo doseženo, čeprav je uspelo njegovemu nasledniku Klavdiju. Stavba je bila izolirana postojanka, v bližini je bilo nekaj kolonij. Kompleks je bil izključno lesen. Imela je leseno zunanje obzidje in lesene stražne stolpe. Zunaj obzidja so bili izkopani kanali. Ta zid je bil dolg približno sto dvajset metrov in širok osemdeset metrov. Med Batavsko vstajo (med letoma 69 in 70 po kr.) so obzidje porušili Kananefati ; to je bilo kasneje po zadušitvi upora obnovljeno. Okoli leta 160 našega štetja je bil leseni zid nadomeščen z opečnim zidom. Približno v tem času so zgradili nova vhodna vrata z napisom, ki se nanaša na cesarja Septimija Severa. Razlog za to je bil, da je sam cesar Sever dal ukaz, da se popravi škoda, povzročena na zidu. V svojih slavnih dneh je vojaški tabor sestavljalo približno štiristo vojakov. V zadnjih desetletjih drugega stoletja je prišlo do močnejših poplav, ki so prvič povzročile, da je med leti 180 in 190 odplaknilo del prvih kamnitih utrdb. V začetku tretjega stoletja, med letoma 208 in 211, so poplave Rena ponovno uničile dele obzidja utrdbe, zgrajenega okoli leta 180/190. Tabor je obstajal v svoji zadnji obliki, dokler ni bil verjetno zapuščen okoli leta 270/275, ko so rimske čete zapustile Ren na tem delu.

### Lokalno naselje – vicus
Podobno kot druge limesne utrdbe je bil tudi Albanjana najverjetneje zgrajena v bližini civilne naselbine (vicusa). Iz arheoloških najdb lahko sklepamo, da so jugozahodno od utrdbe, na višjih legah, domačini res ponujali svoje blago in storitve Rimljanom. Tako je nastalo stičišče kultur, kjer so se lokalni Batavijci in Kananefati mešali z Rimljani in medsebojno vplivali drug na drugega.

### Po drugem stoletju
Sredi tretjega stoletja, predvidoma leta 270 našega štetja, je bil kastel zapuščen. Vzdolž vse meje so nemška plemena prečkala Ren in vdrla v Rimsko cesarstvo. Vojaki iz različnih utrdb niso mogli več zdržati sovražnika. Nemška plemena so plenila grad. V srednjem veku so utrdbe uporabljali kot kamnolome, nato pa so ostanki izginili pod zemljo. Ti ostanki so bili ponovno odkriti šele v dvajsetem stoletju. Do takrat je bila večina območja pozidana, zaradi česar je veliko ostalo izgubljenega. 

## Izkopavanja
Leta 1920 je direktor Narodnega etnološkega muzeja, leidenski profesor Jan Hendrik Holwerda, res obiskal gradbišče cerkve v središču Alphena in na podlagi ugotovitev sklenil, da je treba razumeti, da so Rimljani tu živeli, kot dejstvo. Kastel Albanjana so izkopavali polnih 60 let, kadar koli je bila možnost. V zgodnjih petdesetih letih dvajsetega stoletja je delo potekalo pod vodstvom Alberta Eggesa van Giffena ; od 1959-1978 pod vodstvom Julesa Bogaersa in bolj sistematično od 1978-1998 pod vodstvom profesorja Jana Keesa Haalebosa, ki je lahko določil lokacijo in kartiranje trdnjave.
Leta 2001 so se v središču mesta Alphen na Renu začele obsežne arheološke raziskave. Tu je bilo narejenih veliko ugotovitev. Ta izkopavanja so prinesla velike količine najdb in ker so bili ostanki kastela najdeni pod nivojem podzemne vode, so bili zelo dobro ohranjeni in so vključevali organske ostanke. Odkrili so ostanke kastela, bližnje kanabe in grobišča. Najdeni so bili kosi dveh podolgovatih zgradb, ki sta morda služili kot skladišče, in lesene barake. Poleg tega so identificirali številne vojaške in osebne predmete, ki so pripadali rimskim vojakom, kot so pisalni pribor, ogledalo in več kot osemsto kovancev iz obdobja vladavine rimskih cesarjev Tiberija, Kaligule, Klavdija in Nerona (med 14. in 68. n. št.). Poleg tega so bili ohranjeni ostanki hrane, kar je omogočilo raziskovanje kmetijskih tehnik in prehranjevalnih navad vojakov. Izkopani so bili temelji, ki nam dajejo znanje o gradbenih tehnikah, ki so jih uporabljali stari Rimljani. V Albanjani so našli znamke 'Classis Germanica', rimske vojaške flote. Številne od teh odkritih artefaktov je mogoče videti v Rijksmuseum van Oudheden v Leidnu.

## Nekaj najdb
- fibula (varovalne igle)
- bronasta sponka
- bronasto držalo perjanice, del rimske čelade
- zaponka za oklep
- imenska ploščica, morda centurio: L. Patrici Sabini
- posoda v obliki melone
- bronasta posoda za kuhanje, s popravki
- železen nož za sadje
- škarje
- lisice
- glava železne sulice z delom lesene palice
- železni trizob ali Neptunove vilice
- lopata
- železno trdnejše dleto
- železen kavelj za čolne
- ribiška utež
- okras za konja, izkopan v De Schansu, kjer je bila civilna naselbina
- rimska keramika, izdelana iz mavca, najdena v civilnem naselju

## Današnje značilnosti
Vas Alphen na Renu ni pozabila svoje rimske zgodovine. Gledališče in kino – imenovano Castellum – najdete tam, kjer je bilo nekoč taborišče, kamen z rimskimi napisi leži blizu vode na Rijnpleinu, zgodovinski muzej na prostem z imenom Archeon pa najdete v Alphenu na Renu. V muzeju je bila poustvarjena zgodnja zgodovina vasi, vključno z živim doživljanjem rimskih časov s ponovno uprizoritvijo. Zunaj mesta, ob pokrajinski cesti N11, je mogoče videti velik železen kip rimskega vojaka.